# 네팔회색랑구르

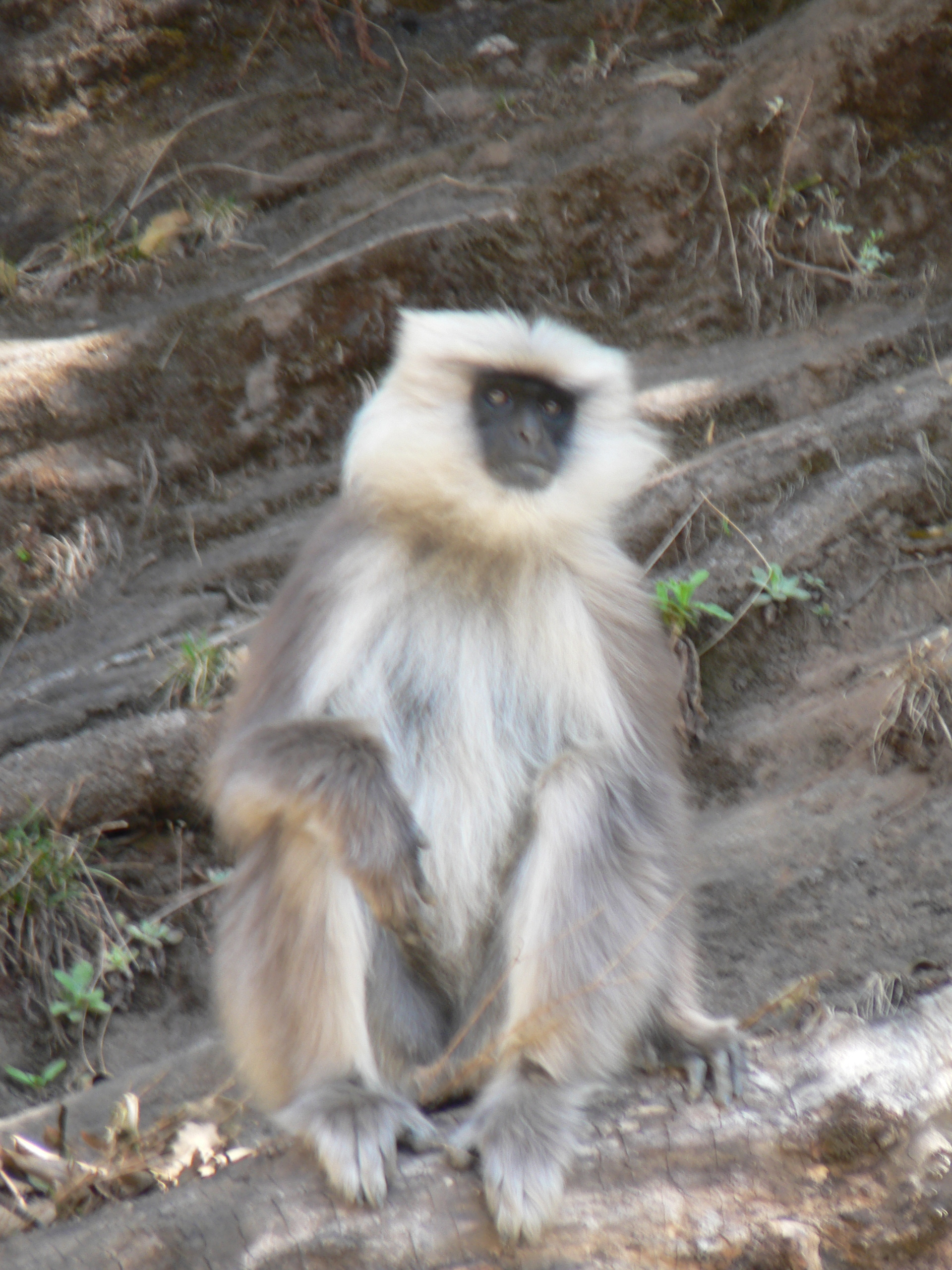

네팔회색랑구르(Semnopithecus schistaceus)는 네팔과 중국, 인도, 부탄을 포함한 동남아시아에 원산지를 두고 있는 회색랑구르다.
네팔회색랑구르의 먹이는 나뭇잎과 과일, 꽃으로 구성되어 있다. 수컷은 51 ~ 78 cm정도까지 암컷은 40 ~ 68 cm까지 자란다. 암컷은 서너 살이 되면 임신이 가능해질 정도로 성숙해지며, 수컷은 4~5살이 되어야 성숙해진다. 네팔회색랑구르의 평균 수명은 야생에서 20년, 사육 상태에서 25년 정도이다. 새끼는 보통 한 번에 한 마리를 낳는다.